# Wittlaer
Wittlaer (IPA: [ˈvɪtlaːʁ]) è un quartiere della città tedesca di Düsseldorf, appartenente al distretto 5.